# أبو قمري (قرية)
أبوقمري هي قرية من قرى ولاية الجزيرة في السودان وهي تقع جنوب غرب مدينة ود مدني وهي من أهم مناطق جنوب الجزيرة، تبعد عن مدينة الحوش 2.5 كيلو متر، وتعدادها السكاني يزيد عن حوالي 7000 نسمة.

## اقتصاد
كان السكان يشتغلون بالزراعة وتربية الحيوانات والتجارة فهم يسيطرون على نسبة كبيرة من سوق الحوش، وكان لهم باع كبير في تطوير المنطقة بأكملها من إحياء ثقافي ورياضي وتعليمي، فقد كانت معظم إدارة التعليم من أبناء أبوقمري وكذلك المجلس الريفي، إزدادت نسبة التعليم بشكل كبير في الثلاثين عاماً الأخيرة.

## سكان
معظم سكانها تمتد جذورهم إلى الشمالية وقد كان لمشروع الجزيرة أثر كبير في الهجرة إليها. يوجد بها مدارس أساس للبنين وللبنات ومدرستين ثانويتين وبها بئرين إرتوازيتن وبها ثلاثة مساجد وهي مسجد أبوقمري العتيق ومسجد الفقمة ومسيد الشيخ الطيب والذي يعتبر منارة علم وتثقيف وهداية.
1. ↑  "مسجد ابوقمري العتيق - قرية أبو قمري". wikimapia.org. اطلع عليه بتاريخ 2024-02-22.